# Anthony Esmonde
Sir Anthony Esmonde, 15th Baronet (ur. 18 stycznia 1899 w Church Stretton, zm. 17 marca 1981 w hrabstwie Wexford) – irlandzki polityk i lekarz, Teachta Dála i poseł do Parlamentu Europejskiego.

## Życiorys
Pochodził z rodziny szlacheckiej, syn Johna Josepha Esmonde i Rose z domu Magennis. Od 1958 do 1981 był baronem Ballynastragh. Jego dwaj starsi bracia John i Geoffrey walczyli w 5 Pułku Piechoty. W trakcie I wojny światowej zmarł drugi z braci oraz ojciec. Anthony Esmonde kształcił się w Niemczech, Clongowes Wood College i Royal College of Surgeons in Ireland, uzyskał uprawnienia lekarza chirurga. Od 1921 do 1925 służył jako lejtant-chirurg w Royal Navy, następnie praktykował w wyuczonym zawodzie. Był także właścicielem ziemskim oraz publicystą.
W 1943 po raz pierwszy kandydował w wyborach do Dáil Éireann. W latach 1951–1973 był Teachta Dála z ramienia Fine Gael (następnie posłem w tym samym okręgu został jego syn John). W latach 1954–1973 należał do Zgromadzenia Parlamentarnego Rady Europy. Od stycznia do czerwca 1973 był członkiem irlandzkiej delegacji do Parlamentu Europejskiego, gdzie należał do frakcji Europejskiej Partii Ludowej.
Od 1927 był żonaty z Eithne Moirą Grattan Esmonde, mieli sześcioro dzieci. W 1957 został kawalerem maltańskim, działał także w organizacjach charytatywnych i krajowej radzie medycznej.